# Lillsjön (Voxtorps socken, Småland)
Lillsjön är en sjö i Värnamo kommun i Småland och ingår i Lagans huvudavrinningsområde.